# Robert Stirling

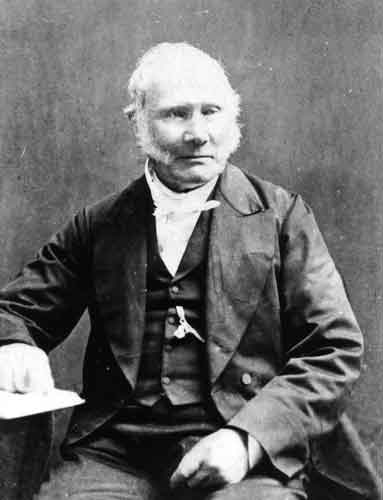
Robert Stirling

Robert Stirling (n. 25 octombrie 1790 - d. 6 iunie 1878) a fost un preot scoțian, cunoscut în special pentru inventarea unei mașini termice care îi poartă numele: motorul Stirling.
A fost tatăl lui Patrick Stirling, inginer feroviar și James Stirling, mecanic în același domeniu.
De asemenea, fratele său James Stirling a inventat un tip de locomotivă cu abur.
A mai inventat și diverse instrumente optice și a fost printre primii care a recunoscut valoarea procedeului Bessemer din metalurgie.